# Stemmestok
Stemmestokken (på fransk l’âme, på tysk Seele,
'sjælen') er ved strygeinstrumenter en lille rund stok
eller pind af træ, der er anbragt mellem
dækket og bunden, lidt bag ved den fod af stolen,
over hvilken den tyndeste streng er udspændt;
den tjener dels til at forhindre, at dækket
giver efter, dels til at overføre strengenes
svingninger til resonansbunden.
Ved klaveret er
stemmestokken en tyk plade af bøgetræ, der er anbragt tæt
bag ved klaviaturen, og i hvilken
stemmeskruerne er fastgjort.

## Billeder
|  |  |